# اوشانکا

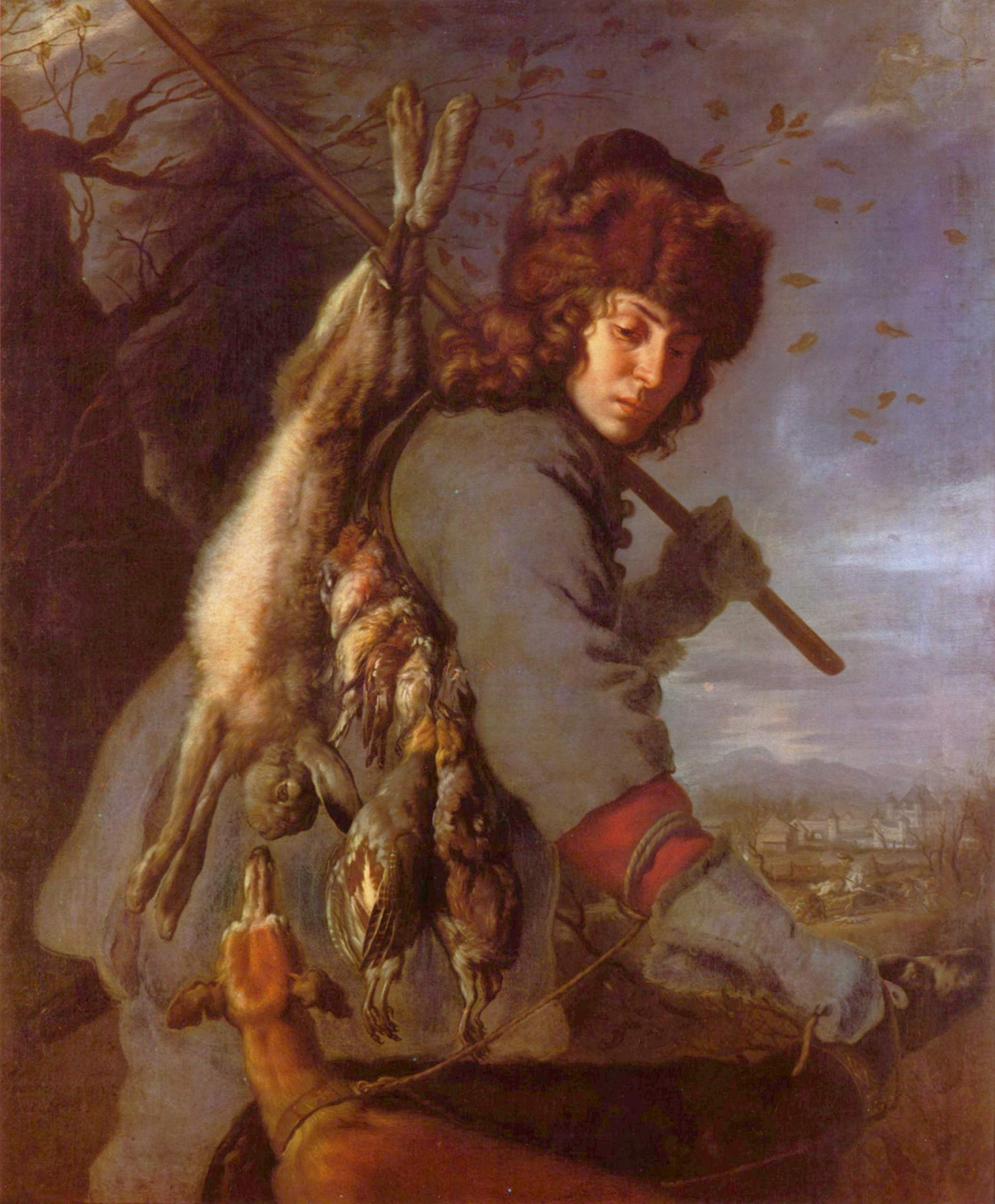
نقاشی شکارچی آلمانی که اوشانکا بر سر دارد.

اوشانکا (به روسی: уша́нка) یا کلاه روسی نوعی کلاه خز روسی است که دارای پره‌هایی برای پوشاندن گوش‌ها می‌باشد. پره‌های این کلاه می‌توانند به تاج کلاه بسته شوند یا در زیر چانه بسته شوند تا گوش‌ها و بخشی از صورت را پوشش دهند.
نام این کلاه از کلمه اوشی (у́ши) گرفته شده که در زبان روسی به معنی «گوش» است.
نمونه‌های این کلاه با پوششی بر روی گوش‌ها در کشورهای آلمان، اسکاندیناوی، قطب شمال و آسیای مرکزی همواره کاربرد داشته اما نمونه استاندارد و پرکاربرد آن از قرن بیستم در روسیه رواج پیدا کرد.

## جنس کلاه
این کلاه‌ها معمولاً از پشم حیواناتی مانند گوسفند، سمور، خرگوش یا با استفاده از پشم مصنوعی ساخته می‌شوند.

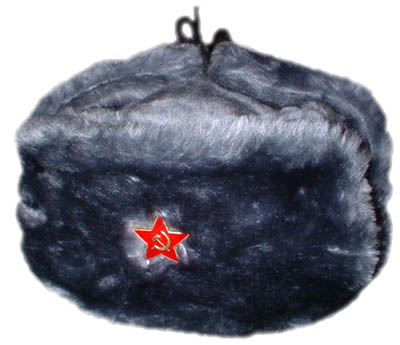
یک کلاه اوشانکا که پره‌هایش به تاج بسته شده
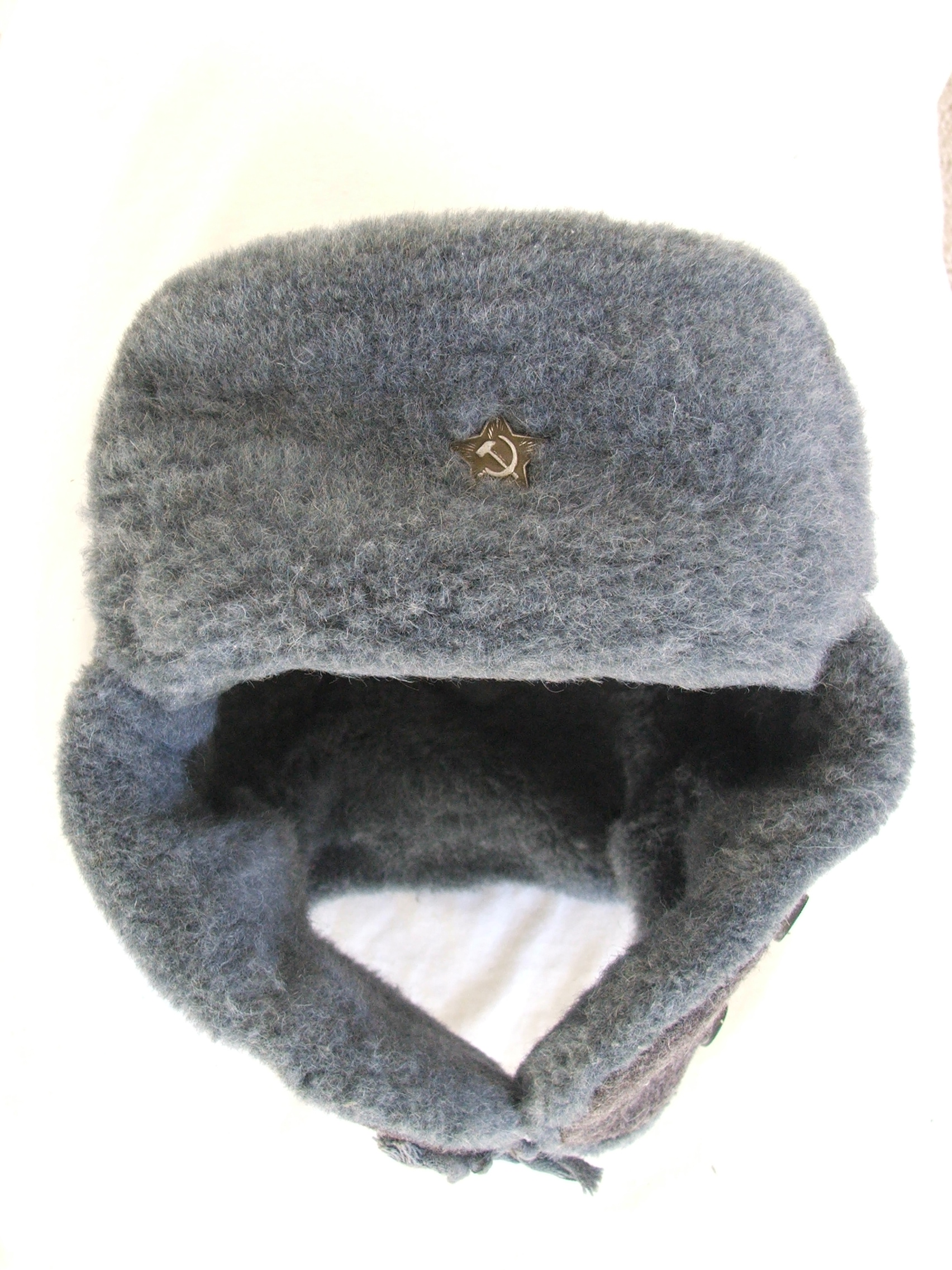
اوشانکای نظامی مورد استفاده در ارتش سرخ
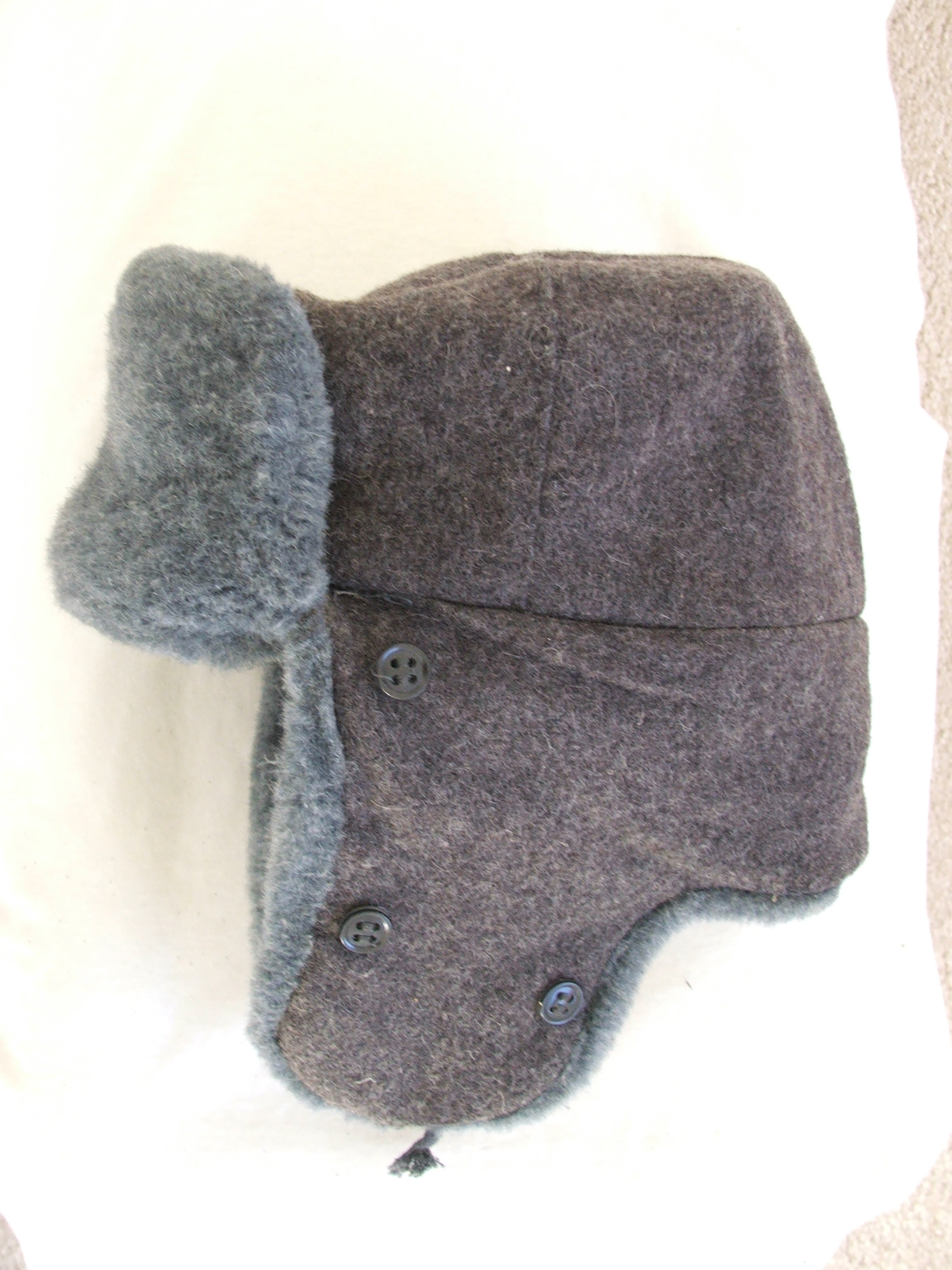
اوشانکا با پره‌های گوش باز شده
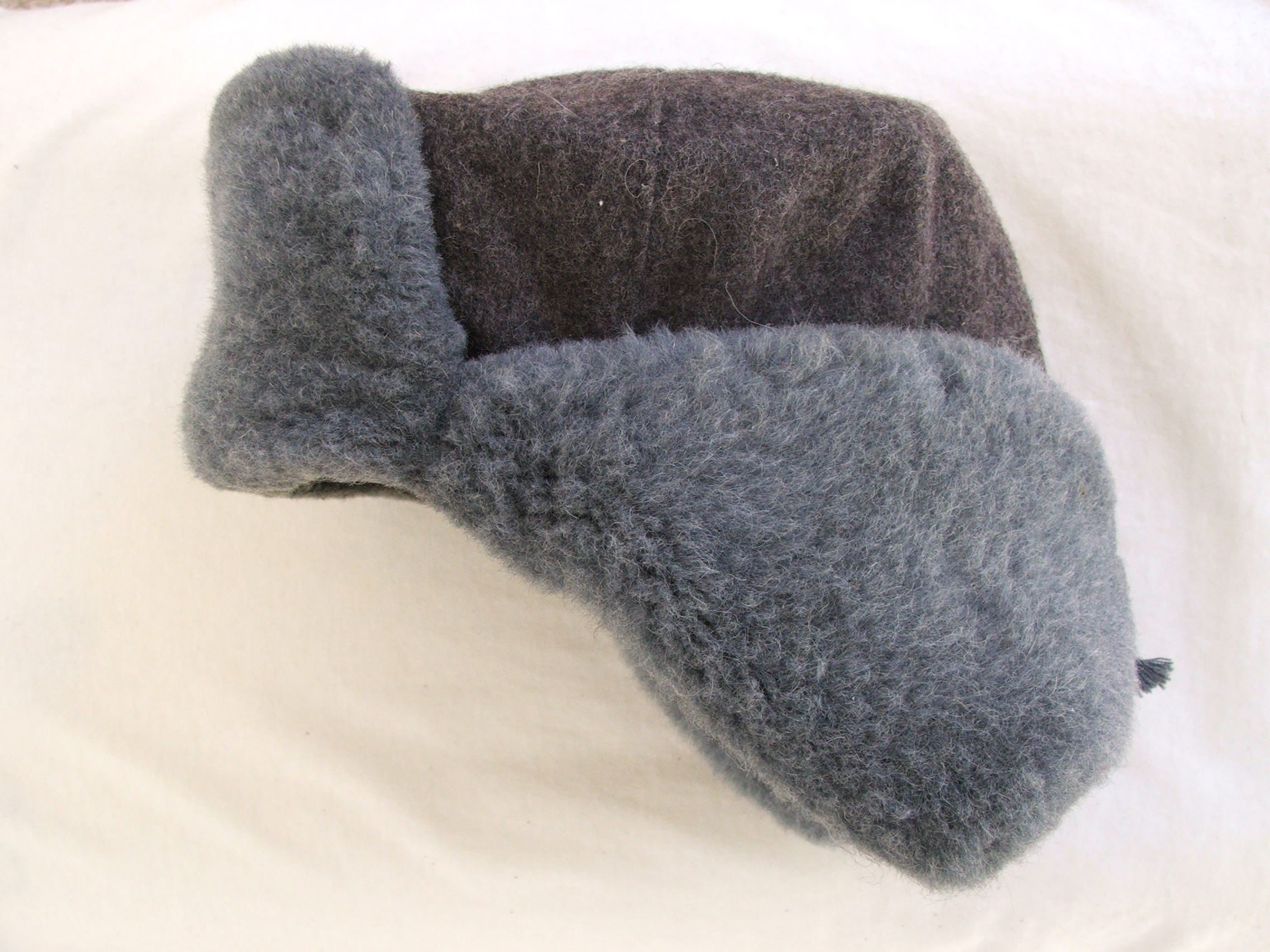
اوشانکا با پره‌های گوش به پشت تا شده